# Pérola

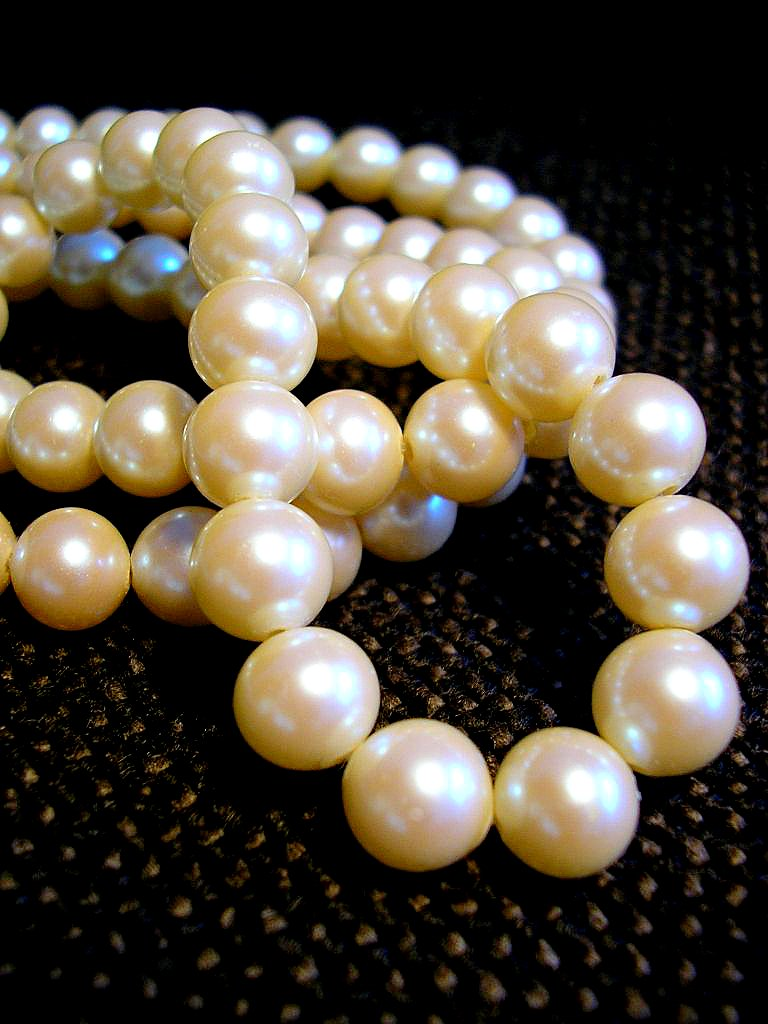
Pérolas brancas formando um colar

Uma pérola ou perla (também designada por margarita) é um material orgânico duro e geralmente esférico produzido por alguns moluscos, as ostras e mexilhões, em reação a corpos estranhos que invadem os seus organismos, como vermes ou grãos de areia. É valorizada como gema e trabalhada em joalharia. A pérola é envolvida naturalmente em nácar e bicarbonato de cálcio produzidos pela ostra.

## Cultura
As pérolas também podem ser obtidas de forma artificial, através de cultivo, para isso, insere-se no interior da ostra perlífera, entre o manto e a concha, um objeto minúsculo, causando uma pequena inflamação. É o envolver desse objeto com sucessivas camadas de madrepérola que forma a pérola. Estima-se que as pérolas podem durar até 150 anos, entretanto uma pérola natural com cerca de 2 mil anos foi descoberta recentemente durante escavações arqueológicas em uma zona aborígene do oeste da Austrália. 

## Jazidas
As pérolas de melhor qualidade encontram-se no Golfo Pérsico (pérola do oriente). Existe também produção na Índia e Sri Lanka, na Austrália, no Taiti e na América Central. As pérolas cultivadas são produzidas em larga escala no Japão.

## Cuidados com a pérola
As pérolas têm que ser guardadas separadamente das outras peças, envolvidas em tecido. Limpe-as com um pano úmido e evite produtos químicos da casa, como por exemplo, produtos para os cabelos, cosméticos e perfumes, pois tiram o brilho das pérolas

## Propriedades físicas da pérola
- Grupo: Pérola;
- composição: carbonato de cálcio, mat.orgânica e água (84-92%, 4-13% e 3-4%);
- densidade(g/cm³): 2,60 - 2,78
- Dureza (Mohs): 3 - 4;
- transparência: translúcido a opaco;
- cor: creme, dourada, rosada, verde, azul, negra;
- origem: Índia e Sri Lanka, Austrália;
- índice de refração: 1,52 - 1,66.

As pérolas dos Mares do Sul (Pacífico) são as maiores e mais raras de todas.
As pérolas negras ou Pérolas do Taiti podem ter um tom cinza claro ou um arco-íris (típico da madrepérola).

## A pérola na história
A pérola sempre foi muito apreciada ao longo da história da humanidade, um exemplo disso foi o facto de no apogeu do Império Romano, quando a febre das pérolas estava no auge, Júlio César, conhecido pelas suas conquistas amorosas, ofereceu a Servília Cepião, uma pérola no valor de seis milhões de sestércios. Também o general romano Vitélio, estando cheio de dívidas, roubou um brinco de pérola à sua mãe, para poder financiar o seu regresso ao exército .

## Maior pérola natural do mundo
A maior pérola do mundo tem 27,65 quilos e está avaliada em 80 milhões de euros. Foi comprada em 1959 a um pescador em Camiguin, Filipinas.